# Alf Malland
Alf Malland, född 24 januari 1917, död 16 augusti 1997, var en norsk skådespelare och manusförfattare. Han var under andra världskriget aktiv medlem i Kompani Linge.

## Filmografi (urval)
- 1949 – Kärlek blir din död
- 1952 – Trine!
- 1953 – Ung frue forsvunnet
- 1953 – Skøytekongen
- 1955 – Hjem går vi ikke
- 1957 – Nio liv
- 1958 – Pastor Jarman kommer hjem
- 1960 – Venner
- 1960 – Omringad
- 1961 – Et øye på hver finger
- 1962 – Kalde spor
- 1975 – Bombhotet
- 1976 – Olsenbanden i full fart
- 1981 – Olsenbanden ger sig aldrig!
- 1982 – Olsenbandens sista kupp
- 1984 – Olsenbanden kommer igen
- 1987 – Efter Rubicon